# Instituto Nacional de Cinema (Mosambik)
Das Instituto Nacional de Cinema (Portugiesisch für: „Nationales Kinoinstitut“, INC) war das staatliche Filminstitut Mosambiks. Das 1976 gegründete Institut spielte eine zentrale Rolle im Aufbau und der Entwicklung der nationalen Filmproduktion und diente als Ausbildungs- und Wirkungsstätte zahlreicher mosambikanischer Filmschaffenden.
In den ersten Jahren zog das Institut zahlreiche bekannte Regisseure und Filmemacher aus dem Ausland an. Das INC produzierte vor allem Bildungs- und Propagandafilme, die als Teil der nationalen Kulturpolitik der Verbreitung der staatlichen Frelimo-Propagada dienten.
Die politische und wirtschaftliche Öffnung Mosambiks ab 1990 bedeutete das Ende des Instituts, besiegelt durch einen Brand im Februar 1991. Im Jahr 2000 wurde das Instituto Nacional de Audiovisual e Cinema (INAC) als Nachfolger des INC gegründet.

## Geschichte
Bis 1975 war Mosambik eine portugiesische Kolonie, entsprechend war seine frühe Filmgeschichte ein Teil der Portugiesischen Filmgeschichte. Die wenigen lokalen Filmproduktionen waren meist propagandistisch gefärbte Filme im Sinne des kolonialen, repressiven Estado Novo-Regimes. Nach der Unabhängigkeit 1975 schuf die neue sozialistische FRELIMO-Regierung 1976 das Instituto Nacional de Cinema. Der Aufbau einer mosambikanischen Filmproduktion stellte für den Staatspräsidenten Samora Machel eine Prioritität dar. Als Teil der nationalen Kulturpolitik sollte der mosambikanische Film der nationalen Einheit dienen und die politischen Projekte der Frelimo-Regierung verbreiten. Das INC war wie auch das Instituto Nacional do Livro e do Disco dem neu gegründeten Informationsministerium unterstellt, das die Kultur- und Medienpolitik steuerte. Entsprechend produzierte das INC im ersten Jahrzehnt der Unabhängigkeit hauptsächlich Bildungs- und propagandistische Dokumentarfilme. Neben der Filmproduktion war das Institut auch für die Dokumentation des Aufbaus des neuen Staates wie die Ausbildung von mosambikanischen Filmschaffenden verantwortlich.
Auf Einladung des mosambikanischen Staates kehrte der mosambikanisch-brasilianische Regisseur Ruy Guerra aus dem brasilianischen Exil zurück und war mehrere Jahre beim Aufbau des INC beteiligt, u. a. als Leiter des Instituts. Darüber hinaus zeigte sich Ruy Guerra auch für die erste nationale Spielfilmproduktion des INC verantwortlich: Der 1979/80 produzierte Film Mueda, Memória e Massacre thematisiert das mythifizierte Massaker von Mueda von 1960. Guerras Engagement motivierte zahlreiche weitere internationale Filmschaffende nach Maputo zu kommen, u. a. Jean Rouch, Jean-Luc Godard, Murilo Salles, José Celso Martinez Corrêa, Santiago Alvarez. Mosambik entwickelte sich dabei zum zweitgrößten Filmland im südlichen Afrika, nach Südafrika. Die INC-Produktionen wurden in den 40 staatlichen Kinos und mit sowjetischen Projektoren in mobilen Kinos im ländlichen Raum gezeigt.
Zu den bedeutendsten Projekten des INC gehörte die Produktion von Kuxa Kanema, ein Nachrichten- und Informationsprogramm in Form einer Kino-Wochenschau. Das in zwei unterschiedlichen Staffeln produzierte Programm diente der FRELIMO als zentrales Werkzeug zur Verbreitung politischer Propaganda. Während des eskalierenden Bürgerkrieges wurde Kuxa Kanema von Mitte der 1980er Jahre bis 1991 zur wichtigsten wöchentlichen Kriegsberichterstattung, die die Bevölkerung informierte und mobilisierte.
Des Weiteren war das INC an der mosambikanisch-jugoslawischen Koproduktion O Tempo dos Leopardos (1985) beteiligt und produzierte O Vento Sopra do Norte (1987).
Der Mosambikanische Bürgerkrieg ab 1977 und die in dem Zusammenhang wachsende Zensur behinderten die Entwicklung des mosambikanischen Films. Stromausfälle, Mangel an Filmen und technischer Unterstützung erschwerten die Produktion. Nach dem Tod Samora Machels 1986 sank die Filmproduktion im Land zudem stark, da die Nachfolgeregierung sich stärker dem Fernsehen zuwandte. Die archivierten Filme im INC-Filmarchiv waren außerdem durch das tropisch-feuchte Klima und die fehlenden Mittel zur sachgerechten Lagerung von der Zersetzung bedroht. Von 1976 bis 1991 produzierte das INC dreizehn Spielfilme, 119 Kurzfilme und 395 Wochenschau-Sendungen.
Am 12. Februar 1991 zerstörte ein durch Kurzschluss verursachtes Feuer im Gebäude des INC große Teile des Filmarchivs und beendete endgültig die Arbeit des INC. Damit stellte auch der Staat seine Unterstützung für das Mosambikanische Kino ein. Etwa zeitgleich entstanden nun aber erstmals private Filmgesellschaften, nach dem Ende der Volksrepublik Mosambik 1990 und der folgenden wirtschaftlichen Öffnung. Seither entwickelte sich Mosambik zu einem Produktionsland für internationale Filme, bevorzugt des portugiesischen Films, aber auch zahlreiche internationale Produktionen.
Im Jahr 2000 wurde das Instituto Nacional de Audiovisual e Cinema (INAC) als Nachfolger des INC gegründet.